# Onychoprion
Onychoprion — рід сивкоподібних птахів підродини крячкових (Sterninae) родини мартинових (Laridae).

## Поширення
Три з чотирьох видів є тропічними, а один має субполярний ареал розмноження. Крячок строкатий має пантропічне поширення; крячок бурокрилий також розмножується в тропічній частині Атлантики та Індійському океані, але в центральній частині Тихого океану його замінює крячок полінезійський. Крячок камчатський розмножується навколо Аляски та Сибіру, але зимує в тропіках навколо Південно-Східної Азії.

## Види
Рід містить 4 види:
- Крячок полінезійський (Onychoprion lunatus)
- Крячок бурокрилий (Onychoprion anaethetus)
- Крячок строкатий (Onychoprion fuscatus)
- Крячок камчатський (Onychoprion aleuticus)